# Final Fantasy IX
Final Fantasy IX là một trò chơi điện tử nhập vai do Squaresoft phát triển và phát hành cho hệ máy PlayStation vào năm 2000. Nó là tác phẩm thứ chín của dòng chính loạt trò chơi Final Fantasy. Cốt truyện của game chủ yếu nhấn mạnh vào hậu quả của cuộc chiến tranh giữa các quốc gia trong một thế giới kỳ ảo Trung Cổ được gọi là Gaia. Người chơi sẽ nhập vai đạo chích trẻ tuổi tên là Zidane Tribal. Cậu bắt cóc công chúa Garnet Til Alexandros XVII xứ Alexandria theo yêu cầu của quốc gia láng giềng Lindblum. Cậu đồng hành cùng với Garnet và những nhân vật khác để thực hiện nhiệm vụ hạ bệ Nữ hoàng Brahne xứ Alexandria vì bà là người khơi mào cho chiến tranh.
Trò chơi được phát triển song song với Final Fantasy VIII. Nhóm phát triển đã hình dung rằng Final Fantasy IX sẽ quay trở lại phong cách cũ của series, xa rời bối cảnh hiện đại của Final Fantasy VII và Final Fantasy VIII để trở về kiểu thế giới Trung cổ như những game trước. Do đó, nó chịu nhiều ảnh hưởng từ trò chơi Final Fantasy gốc cũng như phần còn lại của loạt game. Mặc dù vậy, trò chơi vẫn đưa vào series một số tính năng mới như các đoạn cắt cảnh "Active Time Event" (ATE), hệ thống gửi thư "Mognet" và hệ thống kỹ năng.
Final Fantasy IX được giới phê bình đánh giá cao và họ thường coi nó là một trong những trò chơi video hay nhất mọi thời đại. Người hâm mộ và nhà phê bình cũng thường cho rằng nó là một trong những game Final Fantasy hay nhất và nắm giữ số điểm Metacritic cao nhất của dòng game. Final Fantasy IX là thành công về mặt thương mại khi bán được hơn 5,5 triệu bản trên hệ máy PlayStation vào tháng 3 năm 2016. Nó được phát hành lại vào năm 2010 dưới dạng PS1 Classic cho cửa hàng trực tuyến PlayStation Store. Phiên bản này tương thích với PlayStation 3 và PlayStation Portable; phiên bản port lên PlayStation Vita xuất hiện vào năm 2012. Các bản port có sự cải tiến nhỏ về lối chơi và đồ họa được phát hành cho nhiều nền tảng khác vào cuối những năm 2010.

## Lối chơi

Biểu tượng dấu chấm than báo hiệu những vật thể mà nhân vật có thể tương tác, trong hình minh họa là buồng vé.

Trong Final Fantasy IX, người chơi điều khiển nhân vật di chuyển trong toàn bộ thế giới trò chơi, khám phá các khu vực và tương tác với nhân vật không phải người chơi (NPC). Phần lớn trò chơi diễn ra trên "màn hình trường" bao gồm các hình nền được kết xuất trước đại diện cho thị trấn và dungeon. Để giúp người chơi tương tác tốt hơn, Final Fantasy IX đã giới thiệu "biểu tượng" dấu chấm than xuất hiện trên đầu nhân vật, báo hiệu một vật phẩm hoặc dấu hiệu nào ở gần đó. Người chơi có thể nói chuyện với moogles để lưu game, phục hồi sức khỏe nhân vật bằng lều và một số ít có thể mua bán vật phẩm. Đó là sự thay đổi so với các phần trước vốn chỉ có thể lưu game bằng cách sử dụng điểm lưu xuất hiện rải rác ở thị trấn, dungeon. Người chơi có thể gọi moogle từ bản đồ thế giới bằng món đồ gọi là sáo Moogle. Moogle có thể yêu cầu nhân vật người chơi (PC) gửi thư cho các Moogle khác thông qua Mognet. PC cũng có thể nhận thư từ các nhân vật khác.
Trên bản đồ thế giới, người chơi được biểu thị dưới dạng nhân vật 3D với góc camera nhìn từ trên xuống. Người chơi có thể tự do di chuyển trên màn hình bản đồ thế giới trừ khi bị giới hạn bởi địa hình như các vùng nước hoặc dãy núi. Người chơi có thể cưỡi chocobo, lái thuyền hoặc đi tàu bay để khắc phục khó khăn trong di chuyển. Giống như các phần trước, việc di chuyển trên màn hình bản đồ thế giới và các vị trí trên màn hình trường thường bị gián đoạn bởi các cuộc chạm trán ngẫu nhiên với kẻ thù.
Final Fantasy IX đưa vào một phương thức mới để khám phá thị trấn thông qua hệ thống Active Time Events (ATE). Điều này cho phép người chơi theo dõi các sự kiện diễn ra tại các địa điểm khác nhau, diễn biến tâm lý nhân vật, tiết lộ vật phẩm đặc biệt và lời nhắc cho những quyết định quan trọng. ATE đôi khi được sử dụng để điều khiển hai đội cùng một lúc khi nhóm được chia ra để giải câu đố hoặc tìm đường ra mê cung.

### Chiến đấu
Bất cứ khi nào nhân vật người chơi đụng độ kẻ thù, bản đồ sẽ chuyển sang "màn hình chiến đấu". Trên màn hình chiến đấu, kẻ thù xuất hiện ở phía đối diện với nhân vật. Mỗi trận chiến sử dụng hệ thống Active Time Battle quen thuộc xuất hiện lần đầu trong Final Fantasy IV. Danh sách lệnh của nhân vật được trình bày trong cửa sổ đối diện với thanh ATB. Nhân vật có thể tấn công vật lý kẻ thù hoặc sử dụng món đồ từ túi đồ của người chơi, ngoài ra họ còn sở hữu các năng lực đặc biệt. Ví dụ, đạo chích Zidane có thể đánh cắp vật phẩm từ kẻ thù, Eiko và Garnet có thể triệu hồi "eidolon" để hỗ trợ cả nhóm và Vivi có thể sử dụng phép thuật để gây sát thương lên phe địch.
Các lệnh dành riêng cho nhân vật thay đổi khi người chơi chuyển sang "Chế độ Trance". Trạng thái này kích hoạt trong một thời gian ngắn khi thanh đo nộ được lấp đầy nếu nhân vật chịu đủ lượng sát thương. Cơ chế này giống như "Limit Break" sử dụng trong Final Fantasy VII. Khi thanh nộ đầy, sức mạnh của nhân vật được tăng lên và người chơi có thể chọn lệnh tấn công đặc biệt. Ví dụ, lệnh "Skill" của Zidane thay đổi thành "Dyne", cho phép cậu thực hiện các đòn tấn công mạnh mẽ. Lệnh "Black Magic" của Vivi phát triển thành "Double Blk" khiến cậu có thể niệm chú hai lần cùng lúc. Người chơi có thể thay đổi phong cách chiến đấu từ bình thường thành tùy chỉnh thông qua màn hình Cấu hình cho phép hai người chơi điều khiển mọi tổ hợp nhân vật trong trận chiến. Tuy nhiên, hai bộ điều khiển phải được cắm vào PlayStation.

Trong trận đấu quái trùm đầu tiên, Steiner tấn công kẻ thù trong khi Zidane đợi lệnh của người chơi.

Các chỉ số như tốc độ, sức mạnh và sát thương phép quyết định hiệu suất của một nhân vật trong trận chiến. Chỉ số nhân vật tăng lên khi tích lũy đủ kinh nghiệm và lên cấp. Khi người chơi thắng trận, nhân vật của họ sẽ được thưởng "điểm kinh nghiệm". Nhân vật khi tích đủ điểm kinh nghiệm sẽ lên cấp. Khi họ "lên cấp", chỉ số của họ sẽ tăng vĩnh viễn. Sức mạnh của nhân vật còn tăng lên phụ thuộc vào trang bị mà họ mặc. Mỗi lần thắng trận, người chơi cũng được thưởng tiền (Gil), thẻ Tetra Master, món đồ và điểm năng lực (AP).

### Năng lực và trang bị
Final Fantasy IX xa rời khỏi phong cách nhân vật có thể tùy chỉnh trong hai game trước bằng cách làm sống lại khái niệm nghề nhân vật. Mỗi nhân vật sẽ đóng một vai trò nhất định trong trận chiến. Ví dụ, Vivi được chỉ định là pháp sư đen và là nhân vật duy nhất có thể sử dụng ma thuật đen. Steiner là hiệp sĩ và là nhân vật duy nhất có thể sử dụng kiếm kĩ.
Chức năng cơ bản của trang bị trong các trò chơi Final Fantasy là tăng thuộc tính nhân vật. Chẳng hạn, việc Zidane trang bị vest Mythril sẽ giúp cậu tăng chỉ số phòng thủ. Trong Final Fantasy IX, vũ khí và áo giáp có chứa năng lực đặc biệt mà nhân vật có thể sử dụng khi họ trang bị (tuy nhiên năng lực đó chỉ tương thích với lớp nhân vật nhất định). Một khi nhân vật tích lũy đủ điểm năng lực trong trận chiến, năng lực đó có thể sử dụng mà không cần phải mặc trang bị. Ngoài cung cấp năng lực, trang bị trong Final Fantasy IX còn quyết định gia tăng chỉ số tại thời điểm nhân vật lên cấp. Giáp không chỉ tăng chỉ số phòng thủ hoặc né tránh mà còn tăng chỉ số khác khi lên cấp.
Năng lực được phân loại thành hành động và hỗ trợ. Năng lực hành động tiêu tốn điểm ma thuật (MP) là thần chú và chiêu thức đặc biệt sử dụng trong trận chiến. Năng lực hỗ trợ có hiệu lực vô thời hạn và tiêu tốn đá ma thuật để có thể kích hoạt. Số lượng tối đa của những viên đá này tăng lên khi các nhân vật thăng cấp.

### Tetra Master
Tetra Master là một minigame thẻ bài mà người chơi có thể khởi động với NPC. Người chơi chọn một bộ gồm năm lá bài mà họ thu thập được thông qua rương, quà tặng hoặc phần thưởng từ việc đánh bại quái vật. Mỗi thẻ có các mũi tên khác nhau chỉ vào bốn cạnh và bốn góc của thẻ. Chỉ số của mỗi thẻ là khác nhau và thẻ nào hiếm hơn sẽ có chỉ số cao hơn. Người chơi thay phiên nhau để đặt thẻ một cách có tính toán trên bàn 4x4 dựa trên những hướng có thể đặt được. Tranh chấp có thể xảy ra khi người chơi đặt một thẻ bên cạnh một thẻ khác, tùy thuộc vào nơi người chơi đặt nó. Nếu thẻ phòng thủ không có mũi tên trong khi thẻ tấn công có mũi tên hướng về phía nó, thẻ đó sẽ bị người chơi chiếm quyền kiểm soát. Khi mũi tên của thẻ người chơi và đối thủ gặp nhau, hai thẻ sẽ chiến đấu dựa trên giá trị điểm của chúng, thẻ thua sẽ bị người chiến thắng kiểm soát. Trong một số trường hợp thì combo chiếm quyền kiểm soát nhiều thẻ có thể được kích hoạt. Sau khi sử dụng hết thẻ, người chiến thắng là người chiếm được nhiều thẻ nhất, một trận hòa xảy ra hai bên có cùng số lượng thẻ. Người chiến thắng có thể chọn một lá bài từ bộ bài của đối thủ trong số những tấm mà họ kiểm soát được. Tuy nhiên, nếu người chơi giành được thắng lợi tuyệt đối thì họ sẽ lấy hết năm thẻ từ bộ bài của đối thủ.
Có tất cả 100 lá bài trong Final Fantasy IX và việc sưu tập đủ chúng cũng đòi hỏi khá nhiều thời gian. Đặc biệt lá bài "Excalibur II" rất hiếm. Lá bài này nằm trong tay của Thợ Săn Vũ Khí ở sân đấu bài. Bạn sẽ phải chiến đấu với anh ta nhiều lần để có thể nhận được Excalibur II.

## Tổng quan

### Bối cảnh
Final Fantasy IX chủ yếu lấy bối cảnh ở một thế giới kỳ ảo Trung cổ có tên là Gaia. Cư dân Gaia phần lớn sinh sống ở Lục địa Sương mù. Lục địa được đặt tên như vậy vì nó có lớp sương mù dày đặc phủ kín vùng đất thấp. Các dãy núi lớn đóng vai trò là biên giới tự nhiên ngăn cách bốn quốc gia: Alexandria, Lindblum, Burmecia và Cleyra. Alexandria là một vùng đất hiếu chiến theo chế độ quân chủ kiểm soát nửa phía đông của lục địa. Một trong những thành phố của nó là Treno, đặc trưng với nền văn hóa sống về đêm vĩnh cửu, nơi sinh sống của nhiều quý tộc và người thú. Lindblum, thành bang với công nghệ tiên tiến, thủ phủ của khinh khí cầu, nép mình trên một vùng cao nguyên ở phía tây nam. Cả hai quốc gia đều có dân cư là con người, bán nhân và người thú. Burmecia, một vương quốc của những cơn mưa kéo dài không ngớt, nằm ở phía tây bắc; Cleyra, một tiểu vùng lân cận tách ra từ Burmecia, xây dựng trên thân một cái cây khổng lồ trong sa mạc và được bảo vệ bởi một cơn bão cát mạnh mẽ. Cả hai đều là nơi sinh sống của những người chuột vốn yêu thích khiêu vũ và sử dụng thương như một loại vũ khí tự vệ.
Người chơi cuối cùng cũng khám phá các lục địa Ngoài, Lục địa Mất tích và Lục địa Lãng quên. Các nền văn minh trên lục địa ngoài bao gồm Conde Petie, quê hương của những người lùn; Black Mage Village, một nơi ẩn nấp của những hắc ma đạo sĩ bỏ trốn khỏi sự lệ thuộc vào vương quốc Alexandria; và Madain Sari, từng là mái nhà của tộc triệu hồi sư có sừng gần như đã tuyệt chủng, người gọi lên các thực thể ma thuật gọi là eidolon. Trên lục địa Ngoài còn có Cây Iifa, nơi phát tán sương mù đến các lục địa khác thông qua rễ của nó. Sương mù này kích thích bản năng chiến đấu của nhân thú và là yếu tố chính kích động những trận chiến đẫm máu trên hành tinh Gaia. Rải rác trên khắp lục địa Mất tích và Lãng quên là những tàn tích cổ xưa. Toàn cõi Gaia còn tồn tại những đầm lầy của người Qu: những con người to lớn, ăn ếch và có vẻ ngoài lẫn tính cách kỳ dị, những người được coi là những người sành ăn tuyệt vời. Cuối trò chơi, người chơi còn có cuộc du hành ngắn ngủi đến thế giới song song của Gaia là Terra và vương quốc hoài niệm Memoria.

Tám nhân vật chính, từ trái sang phải: Quina, Freya, Eiko, Garnet, Zidane, Steiner, Vivi và Amarant.

### Nhân vật
- Zidane Tribal: nhân vật chính của tác phẩm với mái tóc vàng và cái đuôi khỉ sau mông. Vì vậy nên thỉnh thoảng Zidane bị rủa là "thằng khỉ" trong suốt game. Vốn ban đầu được thuê để bắt cóc Garnet, nhưng về sau đâm ra si mê nàng nên từ bỏ kịch đoàn Tantalus, xem sự tồn tại Garnet là phương châm hành động. Zidane là nhân vật khinh bạc, tính cách sáng sủa, mê gái, có phần biến thái và thậm chí có lần sàm sỡ Garnet. Nhưng Zidane cũng là con người trọng nghĩa, không bỏ mặc bạn bè trong cơn nguy khốn. Thực chất Zidane là một sinh mệnh nhân tạo trên hành tinh xanh, bị vứt bỏ và được Baku, đầu lĩnh nhóm đạo tặc Tantalus nhận nuôi.
- Garnet Til Alexandros đời thứ 17: nữ nhân vật chính trong tác phẩm, Vương nữ thành Alexandria. Sau khi Brahne chết, Garnet chính thức trở thành Nữ hoàng của đất nước này. Là người trong Vương tộc nên Garnet luôn tỏ ra quý phái, nhã nhặn nhưng thực chất Garnet là hậu duệ của tộc chiêu hồi sư với khả năng pháp lực cao cường, nhưng từ nhỏ đã trải qua biến cố khủng khiếp mà chính mình cũng không nhớ được. Tên thật của Garnet là Sarah, gợi sự liên tưởng đến vị Vương nữ cùng tên bị bắt cóc từng xuất hiện trong FFI.
- Vivi Ornitier: thiếu niên Hắc ma đạo sĩ, là chỗ dựa hắc ma pháp của cả nhóm trong suốt game. Vivi tính cách yếu đuối, hay u sầu hoài nghi về thân phận, nhưng vì thiện tâm muốn cứu giúp tha nhân mà có khi trở nên quả cảm phi phàm. Thực thể của Vivi là Hắc ma đạo sĩ được tạo ra từ "sương mù" như một công cụ để phục vụ chiến tranh cho thành Alexandria. Hắc ma đạo sĩ được tạo ra như con tốt chiến đấu, thời gian hoạt động cực ngắn nên không có tự ngã. Nhưng càng sống lâu, Hắc ma đạo sĩ càng có cơ hội "tỉnh giấc" và có được tự ngã. Vivi là Hắc ma đạo sĩ đời đầu, nên pháp lực tuy yếu đuối nhưng đã trải qua thời gian tồn tại lâu nên có được tự ngã. Đến Ending thì Vivi ngừng hoạt động, nhưng trước đó đã truyền đạt với các Hắc ma đạo sĩ khác về ý nghĩa của sự sống, những điều tuyệt vời mình đã trải qua trên đường phiêu lưu với các bằng hữu. Trong thế giới song song "Kingdom Heart II" thì Vivi là đệ tử của Seifer trong FFVIII.
- Adelbert Steiner: đội trưởng đội kỵ sĩ Pluto trong thành Alexandria, bề tôi trung thành của Nữ vương Brahne. Steiner là kiểu lá chắn và thanh kiếm của toàn đội, càng lợi hại hơn với ma pháp kiếm, sự kết hợp giữa kiếm thuật kỵ sĩ với ma pháp của Vivi. Steiner là kiểu võ sĩ điển hình, tận trung với chủ nhân đến phút cuối cùng. Vì vậy nên Steiner ban đầu mang nhiều ác cảm với Zidane, thành viên của nhóm đạo chích âm mưu bắt cóc Vương nữ. Nhưng qua nhiều sự kiện về sau, Steiner cởi bỏ thành kiến với Zidane.
- Freya Crescent: nữ Long kỵ sĩ thành Burmecia với dung mạo chững chạc đoan chính. Freya có kiểu nói, ngữ điệu cổ phong như người già trong bản tiếng Nhật. Freya gặp nhóm Zidane khi đang trên đường đi tìm người yêu Fratley và quyết định theo Zidane tới Burmecia. Sau khi giải cứu Garnet, Freya rời khỏi nhóm để chặn địch. Sau đó, Freya lại gia nhập nhóm Zidane để ngăn chặn dã tâm của đại ma đầu Kuja. Khi gặp lại người yêu thì Fratley đã mất sạch ký ức, nhưng đến Ending thì Freya quyết định "xây dựng lại ký ức từ đầu" cùng người yêu.
- Quina Quen: chàng/nàng "trẻ" tộc Qu sành ăn. Tên họ của Quina và tất cả các nhân vật trong tộc này đều là sự chơi chữ trong tiếng Nhật, "kuu" là ăn, "kuwan" là không ăn, "kuen" là không thể ăn.... Cái tên nói lên đặc tính của cả bộ tộc. Quina cũng không phải ngoại lệ, trong đầu chỉ luôn nghĩ đến chuyện ăn. Đối với Quina thì trên đời chỉ có 2 thứ, là thứ ăn được và thứ không ăn được. Quina gia nhập nhóm Zidane theo lời sư phụ để chu du khắp nơi, mở mang kiến thức về ẩm thực và hoàn thiện "thực đạo" (đạo ăn) của mình. Tuy có mối quan hệ khá mờ nhạt với nội dung, nhưng về sau thì có khá nhiều sự kiện liên quan đến Quina.
- Eiko Carol: hậu duệ của tộc triệu hồi sư, sống cùng bầy Moogles ở Madain Sari. Tuy chỉ mới 6 tuổi nhưng Eiko có đủ mạnh mẽ để che đi sự cô độc của mình. Được Zidane cứu trên đường, Eiko nảy sinh tình yêu với Zidane và xem Dagger như tình địch, nhưng về sau hòa thuận như chị em.
- Amarant Coral: vệ sĩ cô độc, được thuê để bắt Garnet trở lại cung điện[10] và có ý hành thích Zidane. Tính cách cao ngạo, không dựa vào bất kỳ ai, không chấp nhận ai giúp đỡ nên ban đầu cự tuyệt Zidane vốn đề cao tình bằng hữu, coi trọng nhân duyên. Khi bị thương ở cổ thành Ipsen, được Zidane cứu giúp thì bắt đầu suy nghĩ về "bằng hữu" và "nhân duyên" mà gia nhập nhóm.

### Câu chuyện
Câu chuyện bắt đầu ở Alexandria, Zidane và Tantalus lên kế hoạch bắt cóc Công chúa Garnet theo lệnh của Nhiếp chính Cid. Garnet không hề có ý định kháng cự, vì cô đã định bỏ trốn và cảnh báo Cid về hành vi bất thường của Nữ hoàng Brahne. Vivi và Steiner gia nhập đội 1 cách bất đắc dĩ trong cuộc trốn thoát. Trên đường đến Lindblum, cả nhóm phát hiện ra rằng Brahne đang trưng dụng một ngôi làng để chế tạo những hắc ma đạo sĩ vô hồn trông giống với Vivi. Tại Lindblum, Cid đã thừa nhận rằng ông ta đã thuê nhóm để bảo vệ Garnet khỏi âm mưu đen tối của Brahne. Được biết rằng quân đội Alexandria đã xâm chiếm Burmecia cùng với các hắc ma đạo sĩ, Zidane và Vivi hợp tác với Freya để điều tra, trong khi Garnet và Steiner bí mật trở về Alexandria để đàm phán với Brahne.
Đội của Zidane nhận thấy rằng lực lượng của Alexandria, đứng đầu là Beatrix, đã chinh phục Burmecia với sự tiếp tay của Kuja, và những người tị nạn đã chạy trốn đến Cleyra. Brahne giam cầm Garnet và trích xuất eidolon của cô; cô đã vô tình triệu hồi Odin để hủy diệt Cleyra trong khi nhóm của Zidane ra sức bảo vệ thành phố. Cả nhóm kịp nhảy lên trên khinh khí cầu của Brahne, gặp lại Steiner và giải cứu Garnet. Cũng tại thời điểm đó, Brahne đã hủy diệt 1 phần của Lindblum bằng Atomos. Cid giải thích rằng Kuja đang bí mật cung cấp cho Brahne các ma đạo sĩ và vật chất đen để sử dụng eidolon. Cả nhóm kết bạn với Quina và theo dấu Kuja đến Lục địa Ngoài, một vùng đất hầu như không có sương mù và do đó không thể tiếp cận được bằng khí cầu.  Brahne thuê một cặp thợ săn tiền thưởng, Lani và Amarant, đuổi theo nhóm và đưa Garnet trở lại Alexandria. Ở trong hang động dẫn đến lục địa Ngoài, cả nhóm đánh bại Lani và gặp Eiko, một triệu hồi sư sống cùng với một nhóm Moogles ở làng triệu hồi Madain Sari. Eiko dẫn Zidane và những người khác đến cây Iifa. Bên trong cây, họ biết rằng Kuja đã sử dụng năng lượng sương mù để tạo ra các hắc ma đạo sĩ và Vivi là nguyên mẫu. Cả nhóm đánh bại nguồn sương mù bên trong cây và thứ tạp chất này đã bị xóa khỏi Lục địa Sương mù. Trong khi chờ đợi sự trả thù của Kuja tại Madain Sari, Lani đã cố gắng bắt cóc Eiko nhưng bị Amarant phá hỏng. Amarant sau đó thách đấu với Zidane và thua, anh miễn cưỡng gia nhập đội. Về phần Garnet, cô cũng dần khám phá được lịch sử của tổ tiên cô. Kuja cuối cùng cũng đến cây thần nhưng Brahne cũng xuất hiện và cố gắng giết Kuja bằng một eidolon để bà ta có thể cai trị mà không bị ai ngăn cản; anh ta kiểm soát được nó(tức eidolon), tiêu diệt bà và toàn bộ hạm đội.
Sau lễ đăng quang của Garnet, Kuja tấn công lâu đài Alexandria. Garnet và Eiko cùng hợp tác triệu hồi một eidolon cực kỳ mạnh trong phòng thủ; Kuja đã cố gắng đánh cắp eidolon này với ý định sử dụng nó như một công cụ để giết chủ nhân của mình - Garland, nhưng ông đã nhanh tay hơn và phá hủy nó.  Với quyết tâm diệt trừ cái ác, cả nhóm đã đuổi theo Kuja bằng một chiếc khinh khí cầu chạy bằng hơi nước của Cid chứ không phải bằng sương mù đã được dọn sạch. Sao một cuộc hành trình dài đầy gian nan, thử thách, nguy hiểm rình rập, cuối cùng họ cũng tìm được cánh cổng dẫn tới Terra, nơi khởi đầu của mọi âm mưu đen tối. Người dân Terra đã tạo ra Garland với mong muốn hợp nhất thế giới đang suy tàn của họ với Gaia nhằm mang lại sự sống cho hành tinh họ. Về phần mình, Garland đã tạo ra những sinh vật vô hồn, được gọi là sinh mệnh nhân tạo sống với mục đích trở thành bình chứa linh hồn của người Terra. Trong nhiều thiên niên kỷ, Garland đã sử dụng cây Iifa để trục xuất các linh hồn người Gaia đã chết và thay vào đó bằng các linh hồn người Terra ngủ đông(chuyển đổi cấp hành tinh ở mức độ linh hồn), đồng thời biến linh hồn người Gaia cũ thành sương mù trong quá trình này; điều này sẽ cho phép người Terra được tái sinh sau khi hợp nhất hành tinh.  Kuja và Zidane là những sinh mệnh nhân tạo được tạo ra để đẩy nhanh quá trình này bằng cách mang lại chiến tranh và sự hỗn loạn cho Gaia. Kuja đã phản bội Garland để tránh bị chiếm giữ bởi một linh hồn Terra. Kuja sau đó giết chết Garland, trước khi chết ông tiết lộ rằng Kuja được thiết kế có tuổi thọ ngắn ngủi dù có cố gắng cải thiện thế nào đi chăng nữa, còn Zidane được thiết kế để trở thành người thay thế anh ta. Tức giận, Kuja hủy diệt toàn bộ Terra rồi chuyển đến cây Iifa.
Tại cây Iifa, cả nhóm tiến vào Memoria và chạm được đến cội nguồn của vũ trụ: Thế giới pha lê. Họ đánh bại Kuja, ngăn anh ta phá hủy tinh thể ban đầu của sự sống và cả vũ trụ. Sau khi đánh bại thần hư vô Necron cây thần bị phá hủy, cả nhóm buộc phải rời đi trong khi Zidane vẫn nán lại để giải cứu Kuja(đó là nguyện vọng của cậu và không ai ngăn cản được dù thuyết phục đủ điều). Một năm sau, số phận của các nhân vật được tiết lộ: Tantalus đến Alexandria để trình diễn một vở kịch; Vivi đã ngừng hoạt động (vì các hắc ma đạo sĩ không được thiết kế để sống quá lâu), nhưng điều kì lạ là những bản sao của cậu vẫn xuất hiện và tự nhận họ là "con trai Vivi"; Freya và Fratley đến với nhau một lần nữa và cùng bắt tay vào công cuộc tái thiết Burmecia; Eiko được nhiếp chính Cid nhận làm con nuôi; Quina trở thành bếp trưởng của lâu đài; Amarant và Lani thì cùng đi du lịch tới Alexandria; Garnet vẫn tiếp tục là nữ hoàng của Alexandria, với Steiner và Beatrix là những người bảo hộ chân chính của vương quốc. Tất cả nhân vật chơi được trong trò chơi (trừ Zidane, Vivi) đã cùng nhau xem vở kịch cuối cùng mà Tantalus trình diễn, khi vở kịch đến cao trào, nam diễn viên chính bất ngờ cởi tấm áo choàng che kín mặt và tiết lộ mình là Zidane. Cậu và Garnet đã có một cuộc hội ngộ đầy cảm động trong sự chia vui của bạn bè và toàn thể người dân vương quốc.

## Phát triển

Vivi, Zidane, Garnet, Steiner trong một cắt cảnh hoạt hình.

Việc xây dựng Final Fantasy IX đã bắt đầu trước khi Square hoàn thành Final Fantasy VIII. Trò chơi được phát triển ở Hawaii như một sự thỏa hiệp với các nhà phát triển sống ở Hoa Kỳ. Là trò chơi cuối cùng của sê-ri trên PlayStation, Sakaguchi đã hình dung ra một "sự phản chiếu" của các trò chơi cũ từ loạt game. Trước khi phát hành, Sakaguchi gọi Final Fantasy IX là trò chơi Final Fantasy yêu thích của mình là "nó gần nhất với quan điểm lý tưởng của ông về Final Fantasy nên là gì". Sự thay đổi này cũng là một phản ứng với nhu cầu từ người hâm mộ và các nhà phát triển khác. Ngoài ra, nhóm muốn tạo ra một câu chuyện dễ hiểu với hệ thống nhân vật có chiều sâu; điều này dẫn đến việc tạo ra các sự kiện thời gian hoạt động(ATE). Kịch bản cho trò chơi được viết bởi Sakaguchi. Ông bắt đầu lên kế hoạch sớm cho nó vào khoảng tháng 7 năm 1998. Đạo diễn Ito Hiroyuki còn lên ý tưởng rằng nhân vật Zidane phải là một nhân vật ưa tán tỉnh phụ nữ.
Trong giai đoạn ý tưởng của trò chơi, các nhà phát triển đã nói rõ rằng tựa game này không nhất thiết phải là Final Fantasy IX, vì nó tách rời khỏi chủ nghĩa hiện thực của Final Fantasy VII và Final Fantasy VIII có thể khiến khán giả xa lánh. Điều này khiến người hâm mộ suy đoán rằng nó sẽ được phát hành dưới dạng "gaiden" (câu chuyện bên lề) cho loạt game chính. Tuy nhiên, vào cuối năm 1999, Square đã xác nhận rằng trò chơi thực sự sẽ được xuất bản dưới dạng Final Fantasy IX và đến đầu năm 2000, trò chơi đã gần như hoàn thành. Các nhà phát triển đã thực hiện một số điều chỉnh cho trò chơi, chẳng hạn như thay đổi kết thúc đến bảy lần. Giám đốc Ito đã thiết kế hệ thống chiến đấu được sử dụng trong trò chơi.
Các nhà phát triển của trò chơi đã tìm cách làm cho môi trường của trò chơi trở nên "thiên về tưởng tượng" hơn so với các phiên bản trước của PlayStation. Vì các nhà phát triển muốn ngăn chặn việc game trở nên dư thừa, Final Fantasy IX đã tách biệt rõ rệt với bối cảnh tương lai của Final Fantasy VII và Final Fantasy VIII bằng cách quay trở lại bối cảnh thời trung cổ. Trong trò chơi, công nghệ hơi nước mới bắt đầu trở nên phổ biến rộng rãi; dân số phụ thuộc vào thủy điện hoặc năng lượng gió cho các nguồn năng lượng, nhưng đôi khi lại khai thác sương mù hoặc hơi nước để cung cấp năng lượng cho các động cơ tiên tiến hơn. Tiếp tục với chủ đề thời trung cổ, bối cảnh của trò chơi được lấy cảm hứng từ thần thoại Bắc Âu. Theo Ito, "[Đội ngũ phát triển] bị thu hút bởi lịch sử và thần thoại châu Âu vì chiều sâu và độ kịch tính của nó". Trang web chính của Final Fantasy IX cho biết sự phát triển của thế giới trò chơi đóng vai trò là đỉnh cao của loạt game bằng cách pha trộn "các yếu tố thành công trong quá khứ như trở về chủ điểm gốc giả tưởng" với các yếu tố mới mẻ hơn. Các nhà sáng tạo làm cho các nhân vật được ưu tiên cao. Sự trở lại với chủ điểm gốc của loạt game cũng ảnh hưởng đến thiết kế của các nhân vật, dẫn đến việc các nhân vật có "ngoại hình giống nhân vật truyện tranh". Nhà soạn nhạc Nobuo Uematsu nhận xét rằng các nhân viên thiết kế đã cố gắng tạo cho các nhân vật sự chân thực trong khi vẫn xuất hiện như nhân vật truyện tranh. Để thực hiện điều này và để thỏa mãn những người hâm mộ vốn đã quen với tạo hình thực tế của Final Fantasy VIII, các nhà thiết kế nhấn mạnh việc tạo ra các nhân vật mà người chơi có cảm giác được là chính mình.

### Âm nhạc
Âm nhạc của Final Fantasy IX được viết bởi Nobuo Uematsu. Trong các cuộc thảo luận ban đầu với đạo diễn trò chơi Hiroyuki Ito, ông đã được yêu cầu sáng tác các nhạc chủ đề cho tám nhân vật chính cùng với "một bản nhạc chiến đấu thú vị, một bản nhạc ảm đạm, gợi nguy hiểm và khoảng mười bài hát khác." Uematsu đã dành khoảng một năm để sáng tác và sản xuất khoảng 160 bản nhạc cho Final Fantasy IX, với 140 cuối cùng xuất hiện trong trò chơi.
Trong thời gian soạn nhạc, ông được nghỉ mát ở Châu Âu để lấy cảm hứng, nơi ông dành thời gian để chiêm ngưỡng kiến trúc cổ ở những nơi như Đức. Uematsu đã trích dẫn âm nhạc thời trung cổ là điểm sáng của Final Fantasy IX. Ông nhắm đến một bầu không khí "đơn giản" và "ấm áp" và kết hợp các nhạc cụ không phổ biến như kazoo và dulcimer. Không giống như chủ nghĩa hiện thực khắc nghiệt của những tác phẩm tiền nhiệm của nó, VII và VIII, âm hưởng lãng mạn, kỳ ảo của Final Fantasy IX cho phép người nghe đắm chìm vào tâm tư và cảm xúc của giai điệu. Uematsu sáng tác chủ yếu bằng piano và sử dụng hai phương pháp tương phản: "Tôi tạo nhạc phù hợp với các sự kiện trong trò chơi, nhưng đôi khi, [nhà phát triển] sẽ điều chỉnh một sự kiện trò chơi để phù hợp với âm nhạc tôi đã viết."
Uematsu đã kết hợp một số mô típ từ các game Final Fantasy cũ vào bản nhạc, chẳng hạn như đoạn mở đầu âm nhạc chiến đấu gốc, nhạc chủ đề Volcano được làm lại từ Final Fantasy và nhạc chủ đề Pandemonium từ Final Fantasy II. Băng cướp Tantalus cũng được nghe bản nhạc "Lễ chào mừng của Rufus" từ Final Fantasy VII ở đoạn đầu trò chơi.
Trong nhiều trường hợp, Uematsu đã tuyên bố rằng Final Fantasy IX là phần ưa thích của ông ấy."Melodies of Life" là bài hát chủ đề của Final Fantasy IX, và chia sẻ giai điệu chính của nó với các bản nhạc thường được sử dụng trong trò chơi, như nhạc chủ đề bản đồ thế giới và bài hát ru được hát bởi Dagger. Bài hát chủ đề được trình diễn bởi Emiko Shiratori trong cả hai phiên bản tiếng Nhật và tiếng Anh được soạn bởi Shirō Hamaguchi.

## Phát hành
Bản phát hành của Final Fantasy IX đã bị trì hoãn để tránh việc phát hành cùng thời điểm với Dragon Quest VII của đối thủ Enix. Vào ngày 7 tháng 10 năm 2000, một ngày thử nghiệm cho phiên bản Final Fantasy IX ở Bắc Mỹ đã được tổ chức tại Metreon ở San Francisco, California. Bản phát hành đầu tiên ở Mỹ của trò chơi cũng là tại Metreon. Các sản phẩm giới hạn cũng đã đi kèm với trò chơi và người hâm mộ đã cosplay thành các nhân vật trong Final Fantasy để kỷ niệm ngày phát hành. Tại Canada, một lỗi sản xuất đã khiến các bản sao của Final Fantasy IX không có phiên bản tiếng Anh của hướng dẫn sử dụng, khiến Square chuyển các bản sao của hướng dẫn tiếng Anh đến các cửa hàng Canada vài ngày sau đó.
Trò chơi đã được quảng bá rất nhiều cả trước và sau khi phát hành. Bắt đầu từ ngày 6 tháng 3 năm 2000, các nhân vật trong Final Fantasy IX đã được sử dụng trong một dòng quảng cáo Coca-Cola do máy tính tạo ra. Bức tượng của một số nhân vật cũng được sử dụng làm giải thưởng trong chiến dịch tiếp thị của Coca-Cola. Cùng năm đó, IGN đã trao tặng búp bê và tượng nhỏ trong Final Fantasy cho các giải thưởng trong một số cuộc thi của họ.
Final Fantasy IX cũng là điểm chuẩn của dịch vụ tương tác PlayOnline của Square. PlayOnline ban đầu được phát triển để tương tác với Final Fantasy X, nhưng khi những kế hoạch đó thất bại, nó đã trở thành một trang web chiến lược cho Final Fantasy IX. Trang web được thiết kế để bổ sung cho các hướng dẫn chiến lược chính thức của BradyGames và Piggyback Interactive cho trò chơi, nơi những người chơi đã mua hướng dẫn có quyền truy cập vào "từ khóa" có thể tìm kiếm trên trang web của PlayOnline để biết thêm mẹo và thông tin. Điều này gây ra sự giận dữ giữa những người mua hướng dẫn, vì họ cảm thấy bị lừa vì hướng dẫn in đắt tiền. Sai lầm này đã khiến trang vào danh sách "5 khoảnh khắc ngu ngốc nhất đời game thủ" của GameSpy, và Square từ bỏ ý tưởng đó cho Final Fantasy X, cũng được phát triển vào thời điểm đó.
Vào ngày 18 tháng 12 năm 2012, trò chơi đã được phát hành lại như là một phần của gói Final Fantasy 25th Anniversary Ultimate Box ở Nhật Bản. Vào ngày 10 tháng 2 năm 2016, một bản remaster đã được phát hành cho iOS và Android. Bản remaster có phim HD và mô hình nhân vật, tính năng tự động lưu, hệ thống tăng tốc độ cho trò chơi và không đụng độ với kẻ thù, và hệ thống thành tích. Phiên bản cho Microsoft Windows đã được phát hành vào ngày 14 tháng 4 năm 2016. Vào tháng 9 năm 2017, bản Windows đã được phát hành trên PlayStation 4. Nó cũng được phát hành trên Nintendo Switch, Xbox One và Windows 10 ở Bắc Mỹ vào ngày 13 tháng 2 năm 2019 và tại các khu vực khác vào ngày hôm sau.

## Đón nhận
Final Fantasy IX đã bán được hơn 2,65 triệu bản tại Nhật Bản vào cuối năm 2000, khiến nó trở thành trò chơi bán chạy thứ hai trong năm tại đây. Mặc dù là game bán chạy nhất ở Nhật Bản và Mỹ tại thời điểm đó, Final Fantasy IX không bán chạy như Final Fantasy VII hay Final Fantasy VIII ở Nhật Bản hay Hoa Kỳ. Năm 2001, trò chơi đã nhận được chứng nhận "Vàng" từ Verband der Unterhaltungssoftware Deutschland (VUD), với doanh số ít nhất 100.000 bản trên khắp nước Đức, Áo và Thụy Sĩ. Tính đến ngày 31 tháng 3 năm 2003, Final Fantasy IX đã bán được 5,30 triệu bản trên toàn thế giới. Trò chơi được bình chọn là trò chơi hay thứ 24 mọi thời đại bởi độc giả của tạp chí Famitsu của Nhật Bản. Phiên bản PlayStation gốc đã bán được hơn 5,5 triệu bản vào tháng 3 năm 2016.
Final Fantasy IX đã được phát hành để được hoan nghênh cả ở Nhật Bản và Mỹ. Trên trang tổng hợp đánh giá Metacritic, nó đã đạt được số điểm 94/100, điểm số cao nhất cho một game Final Fantasy trên trang web. Trên GameRankings, nó đã nhận được số điểm 93%, cao thứ hai trong số các game Final Fantasy, sau Final Fantasy VI cho Super NES.
Francesca Reyes đã xem xét phiên bản PlayStation của trò chơi cho Thế hệ tiếp theo, đánh giá năm sao trong số năm và tuyên bố rằng "Một sự trở lại giàu trí tưởng tượng về cội nguồn của loạt game Final Fantasy đã chạm mốc RPG."
Trên các đánh giá, lời khen đã được dành cho các yếu tố đồ họa và hoài cổ. Các nhà phê bình đã chỉ ra sức mạnh của trò chơi trong cách chơi, phát triển nhân vật và thể hiện hình ảnh. GameSpot lưu ý rằng cơ chế học kỹ năng dễ dàng nắm bắt và hệ thống kỹ năng không phức tạp như trong Final Fantasy VII hay Final Fantasy VIII. Mỗi nhân vật sở hữu những khả năng riêng biệt, cản trở sự phát triển của một nhân vật quá mức. GameSpot mô tả hệ thống chiến đấu có bản chất chiến thuật và lưu ý rằng nhóm mở rộng cho phép tương tác nhiều hơn giữa người chơi và giữa kẻ thù. Tuy nhiên, IGN không thích tốc độ chiến đấu kéo dài và các trận chiến lặp đi lặp lại, mô tả nó là "nhàm chán", và RPGFan cảm thấy hệ thống Trance không hiệu quả vì việc tích tụ mét chậm và không thể đoán trước và các nhân vật đã Trance ngay sau khi kẻ thù bị giết.
Các nhân vật và đồ họa nhận được đánh giá tích cực. Mặc dù IGN cảm thấy rằng những đặc điểm nhân vật sâu sắc trong Final Fantasy IX thường có thể được tìm thấy trong các game Final Fantasy khác, nhưng nó vẫn thấy các nhân vật rất hấp dẫn và đồng cảm. GameSpot tìm thấy ở các nhân vật, tùy theo lời thoại và đặc điểm của họ, gây cười và đầy hài hước. IGN cũng lưu ý rằng hệ thống ATE giúp mở rộng sự hiểu biết của người chơi về tính cách của các nhân vật khi họ đặt câu hỏi cho nhiều ý tưởng và cảm xúc. Quái vật với đủ ngoại hình, kích cỡ được thiết kế khá chi tiết. Họ đã dành lời khen ngợi cho các hình nền được dựng sẵn, chú ý đến sự quan tâm cẩn thận dành cho tác phẩm, chuyển động hoạt hình và tương tác nhân vật. Các bộ phim được xem là cảm xúc và hấp dẫn, và sự chuyển tiếp và kết hợp liền mạch với đồ họa trong trò chơi đã giúp cốt truyện chuyển biến tốt.
Các nhà phê bình thừa nhận rằng cốt truyện tổng thể chủ yếu được xây dựng dựa trên các yếu tố được tìm thấy trong các phần Final Fantasy trước đó, chẳng hạn như các đế chế tà ác và các nhân vật phản diện bí ẩn. Nhân vật phản diện chính, mặc dù được GameSpot coi là ít đe dọa nhất trong sê-ri lại được IGN xem là sự kết hợp hoàn hảo giữa "chất phản diện của Kefka" và "vẻ ngoài kiều diễm của Sephiroth". Sự kết hợp cũng được thể hiện ở khía cạnh âm nhạc của trò chơi. Một số nhà phê bình, chẳng hạn như RPGFan cảm thấy rằng âm nhạc là "không nhàm chán và buồn tẻ" trong khi GamePro ca ngợi âm nhạc vì đã gợi lên "cảm xúc trong suốt câu chuyện, từ những trận chiến đau lòng đến hài kịch". Một số lời chỉ trích đã được san bằng đối với nhà soạn nhạc Nobuo Uematsu, người đã sử dụng lại một số bản nhạc từ các lần lặp lại trong quá khứ của loạt game. Tuy nhiên, các nhà phê bình đã đồng ý rằng điều này và nhiều yếu tố khác là một phần của nỗ lực chung nhằm tạo ra một trò chơi hoài cổ cho người hâm mộ các trò chơi Final Fantasy cũ.
Hướng dẫn chiến lược cũng nhận nhiều chỉ trích; nó kêu gọi người mua đăng nhập vào một trang web trực tuyến để có được thông tin, thay vì cung cấp nó trong hướng dẫn thực tế. Các liên kết đã cho của cuốn sách không còn truy cập được trên trang web PlayOnline. Tetra Master được GameSpot chê là tệ và khó hiểu so với Triple Triad của Final Fantasy VIII, vì các quy tắc của nó chỉ được giải thích một cách mơ hồ và có rất ít phần thưởng kiếm được khi chơi.

## Liên kết ngoại
- Trích dẫn liên quan tới Final Fantasy IX tại Wikiquote
- Tư liệu liên quan tới Final Fantasy IX tại Wikimedia Commons
- Website chính thức